# Казуми Киши
Казуми Киши (јап. 岸 一美; 25. новембар 1975) бивша је јапанска фудбалерка.

## Репрезентација
За репрезентацију Јапана дебитовала је 1998. године. За тај тим одиграла је 9 утакмица и постигла је 2 гола.

## Статистика
| Јапан  | Јапан | Јапан |
| Год.   | Ута.  | Гол.  |
| ------ | ----- | ----- |
| 1998   | 5     | 2     |
| 1999   | 1     | 0     |
| 2000   | 0     | 0     |
| 2001   | 3     | 0     |
| Укупно | 9     | 2     |